# Nidalia dofleini
Nidalia dofleini är en korallart som beskrevs av Kükenthal 1906. Nidalia dofleini ingår i släktet Nidalia och familjen Nidaliidae. Inga underarter finns listade i Catalogue of Life.